# Aeropuerto de Avaré-Arandu
Aeropuerto de Avaré-Arandu (IATA: QVP, OACI: SDRR), es el aeropuerto que da servicio a Avaré y Arandu, Brasil. 
Es operado por Rede Voa.

## Historia
El aeropuerto fue comisionado en 1990.
El 15 de julio de 2021 se subastó la concesión del aeropuerto a la Rede Voa, bajo la denominación Consórcio Voa NW e Voa SE. El aeropuerto fue operado anteriormente por DAESP.

## Aerolíneas y destinos
En este aeropuerto no operan vuelos regulares.

## Acceso
El aeropuerto está ubicado a 10 km (6 millas) del centro de Avaré y 13 km (8 millas) del centro de Arandu.